# Mleczno
Mleczno – wieś w Polsce położona w województwie dolnośląskim, w powiecie lubińskim, w gminie Rudna.

## Położenie
Wieś jest położona na wysokości 130 m n.p.m., 5 km na południe od Rudnej.

## Środowisko naturalne
Wieś znajduje się w obrębie mikroregionu Wzgórza Polkowickie, wchodzącego w skład mezoregionu Wzgórza Dalkowskie.

## Podział administracyjny
W latach 1975–1998 miejscowość administracyjnie należała do województwa legnickiego.